# Задова
Задова (рос. Задовая) — селище в Котлаському районі Архангельської області Російської Федерації.
Населення становить 76 осіб. Входить до складу муніципального утворення Котласький муніципальний округ.

## Історія
До 2022 року входило до складу муніципального утворення Сольвичегодське поселення.

## Населення
| 2002 | 2010 | 2012 |
| ---- | ---- | ---- |
| 129  | ↘68  | ↗76  |